# 寧海級巡洋艦

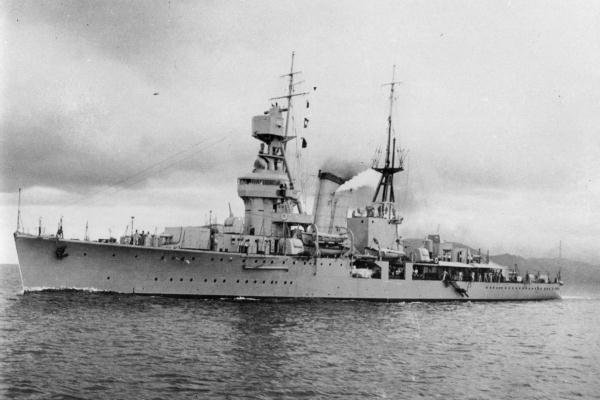
「寧海」

寧海級巡洋艦 (Ning Hai　にんはいきゅうじゅんようかん) は、1930年代に建造された中華民国海軍の巡洋艦の級名。日本の播磨造船所で寧海が、中華民国の江南造船で平海が建造された。寧海と平海では、艦型に若干の違いがある。
日中戦争で日本海軍の航空機により大破着底、その後は浮揚修理され、日本海軍の軍艦として運用される。寧海は五百島となり、平海は八十島と改名された。五百島は海防艦籍のままアメリカ潜水艦の雷撃で沈没、八十島は軽巡洋艦（二等巡洋艦）に類別変更後、フィリピン攻防戦で空襲を受け沈没した。

## 艦形

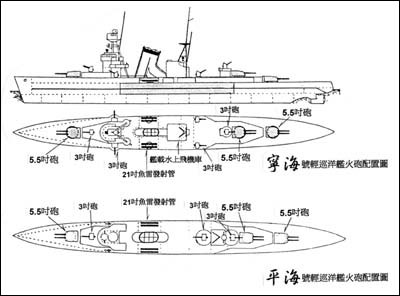
寧海と平海の武装配置を示した図

本級は中華民国の要望により建艦された艦級である。当時の中国海軍は主に揚子江上や沿岸部での警備活動を重視していた。本級は基準排水量2,200トンという大型駆逐艦並の船体に有力な備砲と魚雷を装備、寧海は水上機を装備した。大型砲艦、小型海防戦艦（海防艦）という性格が強い。
船体は艦首に弱いシアを持った船首楼型船体である。艦橋デザインと集合煙突は同世代の古鷹型重巡洋艦に類似性が見られる。船形に比較して上部構造物が大きく、日本海軍に鹵獲・編入後は改装時に重心降下対策が施されている。
2番艦平海は、寧海に比して方位盤支基・前檣等が改良され、高角砲の数と装備位置も異なり、水偵の搭載は中止されている。

## 武装
主砲として三年式14cm砲を、箱型の連装砲塔形式で前部に1基、後部に背負式に2基の計3基6門装備した。高角砲は、寧海は三年式八糎単装高角砲を艦橋前・両舷、後檣直後の水偵搭載スペースの両舷・後方に各1基の計6門、平海はドイツ製8.8cm単装高角砲を艦橋前、後檣前後に各1基の計3門装備している。魚雷発射管は、53.3cm連装発射管を煙突両舷に各1基の計2基装備している。

## 機関部

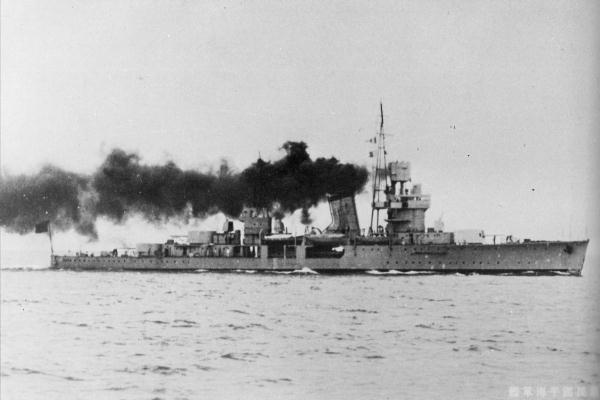

機関は、中国の燃料事情に基づき石炭専焼とし、艦本式水管缶4基（平海は5基）に三段膨張式レシプロ機関3基を組み合せ、3軸推進で機関出力9,500馬力、速力22ノットを達成した。石炭専焼ボイラーであることから、残された本級の写真記録では濛々たる煤煙を靡かせて勇壮に航行する本級の勇姿が確認できる。

## 建造とその後

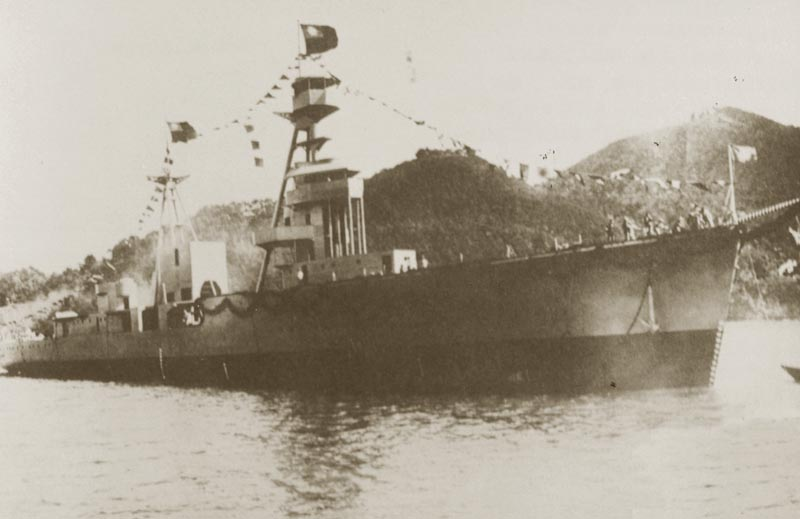
進水式の「寧海」。

1番艦「寧海」は悪化しつつある日中関係の下、石川島播磨造船所にて1931年（昭和6年）2月21日起工、同年の10月10日に進水式を行い、1932年（昭和7年）7月31日に竣工、同年9月1日に中国軍に編入され、第一艦隊を編成した。1934年（昭和9年）6月5日に練習艦隊に編入され、司令・王壽廷少将の指揮下に入った。
2番艦「平海」は中国上海の江南造船廠で1931年（昭和6年）6月18日に起工、1933年（昭和8年）10月10日に進水、1936年（昭和11年）6月18日に竣工した。

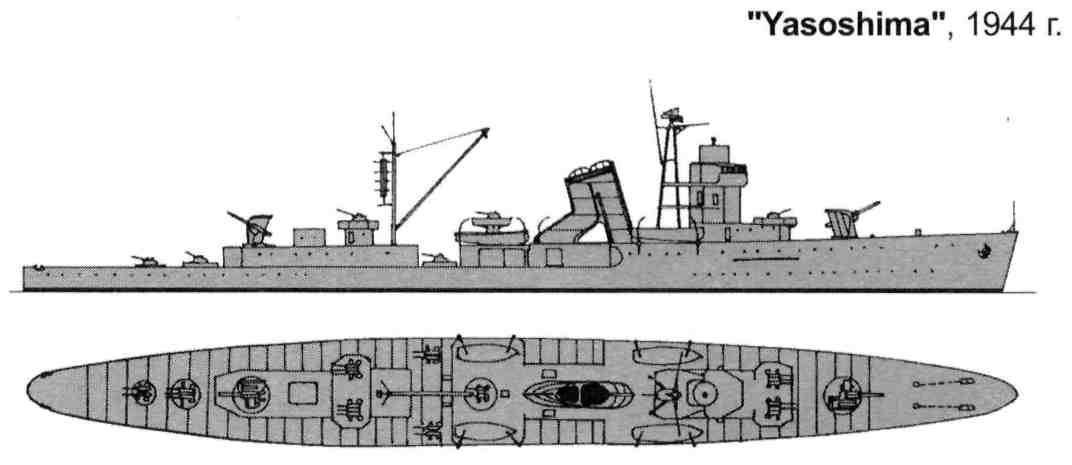
日本海軍に鹵獲後に「八十島」と改名された時の平海を示した図。兵装は四五口径十年式十二糎高角砲単装2基と九六式二十五粍高角機銃

その後、両艦とも日中戦争勃発後の1937年（昭和12年）9月23日に日本海軍の航空部隊（空母加賀所属部隊など）より爆撃を受けて、揚子江で大破擱座したところを鹵獲された。1938年（昭和13年）に浮揚後、佐世保に回航される。寧海は播磨造船所相生工場で、平海は呉海軍工廠で改装された。1944年（昭和19年）6月に海防艦「五百島（いおしま）」「八十島（やそしま）」として日本海軍に編入された。同年9月には、輸送戦隊旗艦用として二等巡洋艦（軽巡洋艦）への類別変更が計画されたが、五百島は変更直前の9月19日にアメリカ潜水艦シャード (USS Shad, SS-235) の雷撃で沈没した。八十島はルソン島への輸送作戦従事中、11月25日にアメリカ空母機動部隊の艦上機に襲撃され、重巡熊野と共に撃沈された。

## データ

### 竣工時
()内は平海のデータ
- 水線長：-m
- 全長：106.7m
- 全幅：11.9m
- 吃水：4.0m
- 基準排水量：2,526トン（2,448トン）
- 常備排水量：-トン
- 兵装
  - 五〇口径三年式14cm連装砲3基
  - 四〇口径三年式八糎（7.62cm）単装高角砲6基（平海：8.8cm単装高角砲[7]3基、57mm単装砲4基）
  - ヴィッカーズ式 4cm（39口径）単装機関砲8丁（平海：0丁）
  - マキシム 8mm機銃10丁（平海：8丁）
  - 53.3cm水上魚雷発射管連装2基
- 機関：三段膨張式レシプロ機関3基3軸推進（2基2軸推進）
- 最大出力：9,500hp（7,448hp）
- 最大速力：22.0ノット（21.0ノット）
- 航続性能：12ノット/5,000海里
- 装甲 
  - 舷側装甲：25mm　
  - 甲板装甲：25mm（主甲板装甲）　
  - 砲塔：-mm
  - 司令塔：76mm
- 航空兵装：1機（平海：なし）
- 乗員：士官42名、下士官97名、兵222名

## 同型艦
- 寧海（Ning Hai　にんはい）→五百島
- 平海（Ping Hai　ぴんはい）→八十島